# Cliff Robertson

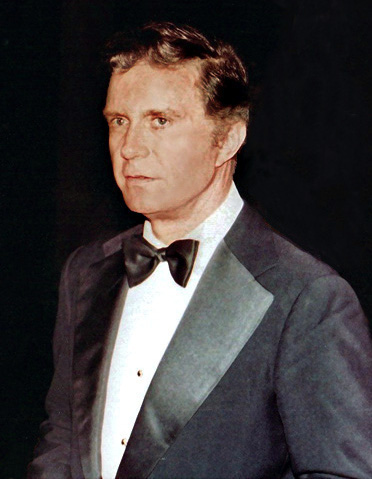
Cliff Robertson, 1981

Clifford Parker „Cliff“ Robertson III (* 9. September 1923 in San Diego, Kalifornien; † 10. September 2011 in Stony Brook, New York), kurz Cliff Robertson, war ein US-amerikanischer Schauspieler.

## Leben
Clifford „Cliff“ Robertson wurde in San Diegos Stadtteil La Jolla geboren. Er begann seine Karriere als Filmschauspieler Mitte der 1950er Jahre. Als Darsteller für schwierige Charaktere wurde er oft in Hauptrollen besetzt, ohne jedoch je in die Riege der ganz großen Stars Hollywoods aufzusteigen. 1968 gewann er als bester Hauptdarsteller in der Daniel-Keyes-Verfilmung Charly einen Oscar. Weitere Aufmerksamkeit konnte er mit der Rolle des CIA-Direktor William Martin in der TV-Serie Washington: Hinter verschlossenen Türen erreichen. Seine letzte Rolle war die des Onkel Ben in der Spider-Man-Trilogie. Er starb im September 2011, einen Tag nach seinem 88. Geburtstag.
Cliff Robertson war mit den Schauspielerinnen Cynthia Stone (Ehe 1957–1960) und Dina Merrill (1966–1989) verheiratet, mit denen er jeweils eine Tochter hatte.

## Auszeichnungen
- 1969: Oscar als bester Hauptdarsteller für seine Rolle in dem Film Charly[3]
- National Board of Review Award als bester Hauptdarsteller in dem Film Charly
- Nominiert – Golden Globe Award als bester Hauptdarsteller in dem Film Charly

## Filmografie
- 1943: Korvette K 225 (Corvette K-225)
- 1955: Picknick (Picnic)
- 1956: Herbststürme (Autumn Leaves)
- 1957: Kess und kokett (The Girl Most Likely) – Regie: Mitchell Leisen
- 1958: Die Nackten und die Toten (The Naked and the Dead)
- 1959: April entdeckt die Männer (Gidget)
- 1959: Schlacht im Korallenmeer (Battle of the Coral Sea) – Regie: Paul Wendkos
- 1959: Die Unbestechlichen (Staffel 1-Ep.-12, Der Fluchtweg) Serie
- 1959: Raubfischer in Hellas
- 1960: Alles auf eine Karte (Underworld USA) – Regie: Samuel Fuller
- 1961: Alles in einer Nacht (All in a Night’s Work)
- 1961: Die große Attraktion (Big Show)
- 1961: Männer, die das Leben lieben (The Interns) – Regie: David Swift
- 1963: My Six Loves – Regie: Gower Champion
- 1963: Patrouillenboot PT 109 (PT 109)
- 1963: Sonntag in New York (Sunday in New York)
- 1963: Der Kandidat (The Best Man)
- 1964: Der Tag danach (Up From the Beach) – Regie: Robert Parrish
- 1964: Kampfgeschwader 633 (633 Squadron)
- 1964: Heißer Strand Acapulco (Love Has Many Faces) – Regie: Alexander Singer
- 1965: Agenten lassen bitten (Masquerade) – Regie: Basil Dearden
- 1966/1968: Batman (Fernsehserie)
- 1967: Venedig sehen – und erben … (The Honey Pot)
- 1968: Die Teufelsbrigade (The Devil’s Brigade)
- 1968: Charly
- 1970: Zu spät für Helden – Antreten zum Verrecken (Too Late the Hero)
- 1971: Der Cowboy (J. W. Coop) (auch Regie)
- 1972: Der große Minnesota-Überfall (The Great Northfield, Minnesota Raid) – Regie: Philip Kaufman
- 1974: Der Mann auf der Schaukel (Man on a Swing) – Regie: Frank Perry
- 1975: Haß kennt keine Nachsaison (Out of Season) – Regie: Alan Bridges
- 1975: Die drei Tage des Condor (Three Days of the Condor)
- 1975: Der Mann ohne Vaterland (The Man without a Country) – Regie: Sidney Carroll
- 1976: Schlacht um Midway (Midway)
- 1976: Schwarzer Engel (Obsession)
- 1977: Washington: Hinter verschlossenen Türen (Washington: Behind Closed Doors)
- 1978: Schatten um Dominique (Dominique) – Regie: Michael Anderson
- 1978: Tod an Bord (Overboard) – Regie: John Newland
- 1979: Der Pilot (The Pilot) – auch Regie
- 1983: Spaces: The Architecture of Paul Rudolph (Dokumentar-Kurzfilm; Sprecher)
- 1983: Class
- 1983: Projekt Brainstorm (Brainstorm)
- 1983: Star 80
- 1983: Falcon Crest (Fernsehserie; Gastrolle in mehreren Folgen)
- 1984: Shaker Run – Regie: Bruce Morrison
- 1985: Geheimcode: Rebecca (The Key to Rebecca) – Regie: David Hemmings
- 1986: Schatzsuche in den Tiefen des Atlantiks (Dreams of Gold – The Mel Fisher Story) – Regie: James Goldstone
- 1987: Malone – Regie: Harley Cokeliss
- 1989: Nasses Grab (Dead Reckoning) – Regie: Robert Lewis
- 1991: Das Herz der Amazone (Wild Hearts Can’t Be Broken) – Regie: Steve Miner
- 1992: Wind
- 1993: Mr. Bill (Renaissance Man)
- 1994: Die Verblendeten (Dazzle) – Regie: Richard A. Colla
- 1995: Pakten – The Sunset Boys – Regie: Leidulv Risan
- 1996: Flucht aus L.A. (Escape from L. A.)
- 1998: Babyhandel Berlin – Jenseits aller Skrupel (Assignment Berlin)
- 1999: Family Tree – Regie: Duane Clark
- 2000: Falcon Down – Todesflug ins Eismeer (Falcon Down) – Regie: Phillip Roth
- 2000: Mach 2 – Regie: Fred Olen Ray
- 2002: Spider-Man
- 2004: Spider-Man 2
- 2004: Riding the Bullet
- 2007: Spider-Man 3